# Veneziamestre Rugby
El Veneziamestre fue un club italiano profesional de rugby, ubicado en la ciudad de Venecia y que desapareció en 2011.

## Historia
El club nació en el año 1986 como resultado de la fusión de dos clubes pequeños de la ciudad, uno llamado Venezia RFC (fundado en 1948) y otro llamado Rugby Mestre (fundado en 1965). En 1993-1994 terminaron primero pero se les negó la promoción a la Serie B debido a una regulación que exigía que un equipo de menos de 14 años no se cumpliera. La promoción a la Serie B llegó por fin en 1999-2000, dos años más tarde participaron en la Serie A. Partiendo desde la serie C1, poco a poco fue escalando hasta lograr el ascenso al Super 10 por primera vez en la temporada 2004/05. Al año siguiente descendió, pero volvió a ascender en la temporada 2006/07. Desde entonces el club logró mantener cada año la categoría, en la temporada 2009-10 debió descender ya que acabó último en la clasificación, pero debido a la marcha de Benetton Treviso y el Rugby Viadana de la liga, Veneziamestre fue repescado para disputar la temporada 2010/11. Finalizada esta, el club se declaró en quiebra.

## Títulos
- Segunda División de Italia = (2) 2004-05, 2006-07

## Jugadores destacados
- Denis Dallan (2007–08): wing, jugó 42 partidos con la selección italiana.
- Ramiro Pez (2007–08): apertura, jugó 40 partidos con la selección italiana.
- Manuel Dallan (2008–10): centro, jugó 18 partidos con la selección italiana.
- Massimiliano Perziano (2007–11): ala, jugó 10 partidos con la selección italiana.